# A kelet-karibi dollár bankjegyei
A kelet-karibi dollár hat független állam, egykori brit koronagyarmat (Antigua és Barbuda, Dominikai Közösség, Grenada, Saint Kitts és Nevis, Saint Lucia, Saint Vincent és a Grenadine-szigetek), valamint két brit tengerentúli terület (Anguilla, Montserrat) valutája. Jelenleg 5, 10, 20, 50 és 100 dolláros címletek vannak forgalomban. Jellegzetessége, hogy valamennyi bankjegyén és érméjén II. Erzsébet brit királynő portréja szerepel fő motívumként. Árfolyama az amerikai dollárhoz van rögzítve, 1 USD = 2.7 kelet-karibi dollár arányban.

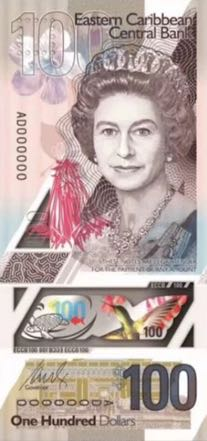
2019-es sorozatú (Series 9) kelet-karibi polimer 100 dolláros bankjegy II. Erzsébet királynő Peter Grugeon-féle 1977-es portréjával.

## Története
Nagy-Britannia a kelet-karibi gyarmatain a 20. század első felében különböző brit kereskedelmi bankok bankjegyei, vagy Barbadoson, Guyanában (British Guiana), Trinidad és Tobagón a helyi gyarmati kormányzóságok papírpénzei voltak forgalomban. 1950-ben Nagy-Britannia létrehozta a British Caribbean Territories Eastern Group Currency Borad-ot, mely 1, 2, 5, 10, 20 és 100 brit karib-területeki dolláros címleteket bocsátott ki, előbb VI. György király, majd az uralkodóváltást követően már II. Erzsébet portréjával Barbados, Brit Guiana, Trinidad és Tobagó, a Brit Szélcsendes-szigetek (Antigua, Barbuda, Montserrat, Saint Christopher, Nevis, Anguilla, Brit Virgin-szigetek) és a Brit Szél felőli-szigetek (Greanada, Saint Lucia, Saint Vincent, Grenadine-szigetek) számára. A kelet-karibi dollárt az addigra felbomló Nyugat-indiai Szövetség (West Indies Federation) egyes tagjai által használt brit karib-területeki dollár helyében vezették be 1965-ben 1:1 átváltási arányban. 1965 és 1984 között a Kelet-karibi Valutahatóság (East Caribbean Currency Authority – ECCA) hozta forgalomba a papírpénzt. Ennek helyébe – egy 1983. július 5-én, Port of Spain-ben kelt egyezmény keretében létrehozott – Kelet-karibi Központi Bank (Eastern Caribbeaan Central Bank) lépett, székhelye e Basseterre (Saint Kitts és Nevis).

Brit Barbados zászlaja (1870-1966).
Brit Guiana zászlaja (1955-1966).
A Brit Szélcsendes-szigetek zászlaja (1871-1956).
A Brit Szél felőli-szigetek címere.
A Brit Szél felőli-szigetek zászlaja.
Trinidad és Tobagó brit koronagyarmat utolsó zászlaja (1958–1962).

### British Caribbean Territories Eastern Group Currency Board

#### VI. György sorozat
A brit karibi-területeki dollár első szériáját 1950-ben kezdték el kibocsátani, 1, 2, 5, 10, 20 és 100 dolláros címletekben, valamennyi előoldalán VI. György király idősebb, öltönyös portréjával. Az uralkodónak ezt a képmását ezen kívül csak a máltai fonton használták. A hátoldalakra egységesen a kelet-karibi brit koronagyarmatok címerei kerültek, a brit Bradbury Wilkinson cég nyomtatta őket New Maldenben.

#### II. Erzsébet sorozat
VI. György 1952-es elhunyta után 1953-tól II. Erzsébet IV. György házikoronáját viselő ifjú portréja került a brit karib-területeki dollár címleteire, a dizájn amúgy változatlan maradt, csak a sorozatszámok méretét növelték meg, ezt a szériát 1953 és 1964 között nyomtatták a brit 	
Bradbury Wilkinson cégnél, New Malden-ben.

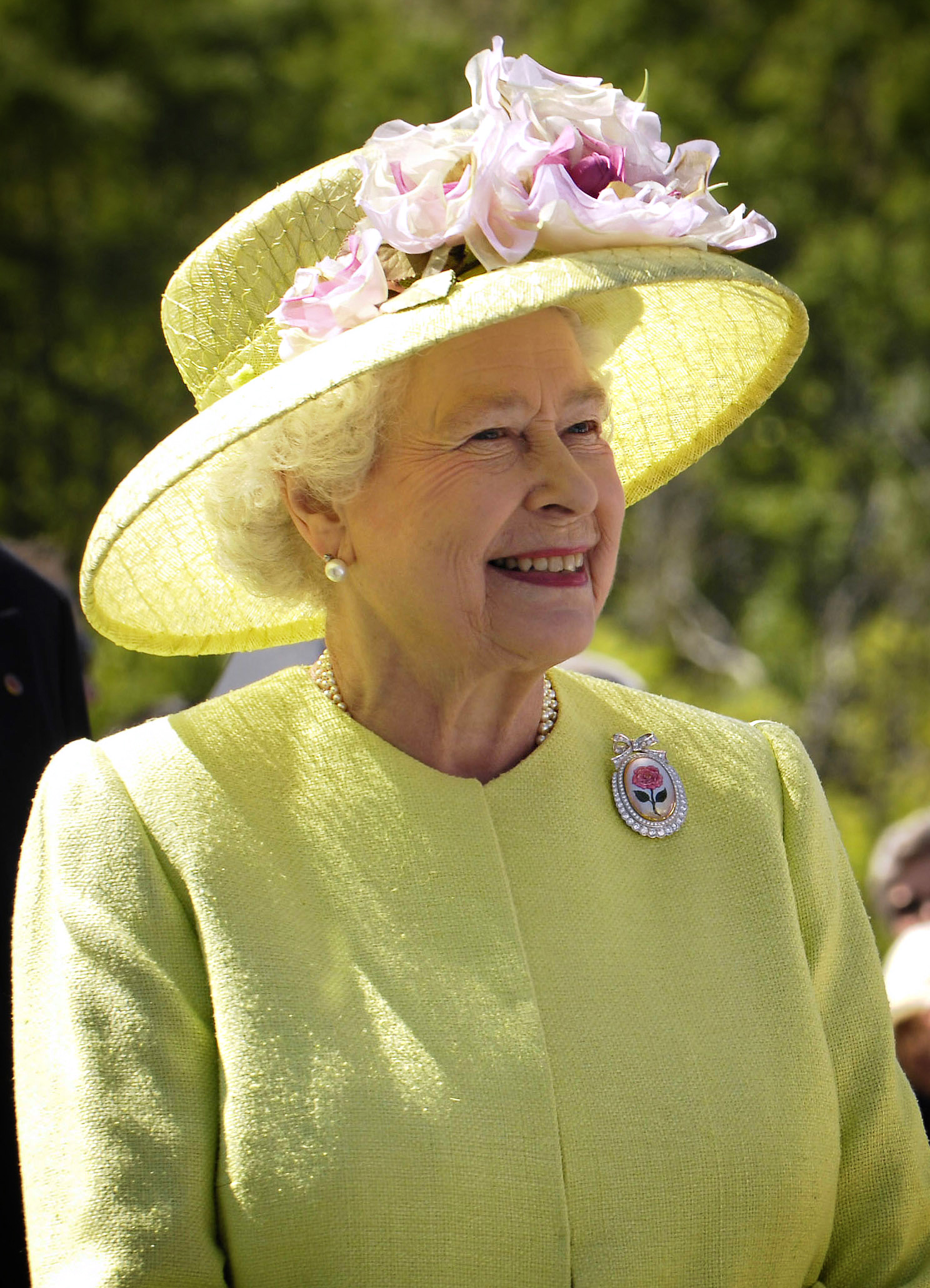
A kelet-karibi bankjegyeken 1953 óta hagyományosan II. Erzsébet királynő portréja szerepel fő motívumként. Immár szintén tradíció, hogy az aktuális széria címletein egy fiatal uralkodói képmást használnak, ezt a gyakorlatot folytatják az új, 2019-es polimer sorozat esetében is.

### East Caribbean Currency Authority (ECCA)

#### 1965-ös sorozat (1965-1984)
Az East Caribbean Currency Authority 1965-től vette át a bankjegyek kibocsátását az 1, 5, 20 és 100 dolláros pénzjegyeket bocsátott ki, az 1 dolláros piros, az 5 dolláros zöld, a 20 dolláros lila, a 100 dolláros pedig fekete és narancssárga volt többszínnyomásos ofszet alapnyomaton. Előoldalukon egységesen II. Erzsébet Pietro Annigoni által 1955-ben készített portréja szerepelt. A hátoldalakra pálmafa és trópusi öböl képe került, ugyancsak a hátoldalon, a vízjelmező körül feltüntették a valutaközösség tagjait, ez három változatban szerepelhet: I.: Montserrat, St Vincent, St Lucia, Barbados, Dominica, Antigua, St Christopher, Nevis, Anguilla, II.: kiegészítve Grenadával: Montserrat, St Vincent, St Lucia, Barbados, Dominica, Antigua, Grenada, St Christopher, Nevis, Anguilla, és III.: Grenadával, de az 1973-ban kilépett Barbados nélkül: Montserrat, St Vincent, St Lucia, Grenada, Dominica, Antigua, St Christopher, Nevis, Anguilla. Az 1980-as évek elejétől körben lévő betűvel jelölték, hogy a bankjegyet a valutaközösség mely tagja számára bocsátották ki: A – Antigua és Barbuda, D – Dominika, G – Grenada, K – Saint Kitts és Nevis, L – Saint Lucia, M – Montserrat, V – Saint Vincent és a Grenadine-szigetek, U – Anguilla. A brit 	
Thomas de la Rue cégnél nyomtatták óket.

### Eastern Caribbean Central Bank (ECCB)
Az 1983-ban alapított Kelet-karibi Központi Bank (Eastern Caribbean Central Bank – ECCB) 1984-től kezdte meg a bankjegykibocsátást.

#### 1984-es sorozat (Series 1)
Az 1984-es sorozat, hivatalosan "Series 1" 1, 5, 10, 20 és 100 dolláros címletekből állt, 1984. november 15-től került forgalomba. A II. Erzsébet királynő kelet-karibi bankjegyeken máig használt, Peter Grugeon-féle, 1977-ben készült portréját ennél a kibocsátásnál vezették be először. Az 1 dollárost 1989-ben érmére cserélték. Az 1, 5, 20 és 100 dollárosok hátoldalán maradt a korábbi pálmafa és trópusi öböl, ellenben a 10 dollároséra egy grenadai kikötő került. Az 1985 és 1987 között forgalomba került 1, 5, 20 és 100 dollárosokról a királynőtől jobbra látható térképről lemaradt Anguilla szigetének neve, ezt később pótolták. Azt, hogy mely sziget számára bocsátották ki az adott bankjegyet, a sorozatszám utolsó helyén álló betűvel (suffix letter) jelölték, A (Antigua), D (Dominica), G (Grenada), K (St. Kitts és Nevis), L (St. Lucia), M (Montserrat), V (St. Vincent és a Grenadine-szigetek), ez alól az első időszakban Anguilla jelentett kivételt, mert ez esetben V – azaz St. Vincent sorszámvégi jelölésű bankjegyeket nyomtak felül a vízjelmezőn egy körben lévő U betűvel, később már U betűs sorozatszámú bankjegyek is készültek. Két aláírásváltozat létezett, Sir Cecil Jacobs és Sir K. Dwight Venner. Biztonsági elemek: vízjel (II. Erzsébet profilból),  biztonsági szál, metszetmélynyomtatás, színes offszet alapnyomat, illeszkedő jel, UV fényben fluoreszkáló értékjelzés. A brit Thomas de la Rue cég nyomtatta a széria bankjegyeit.

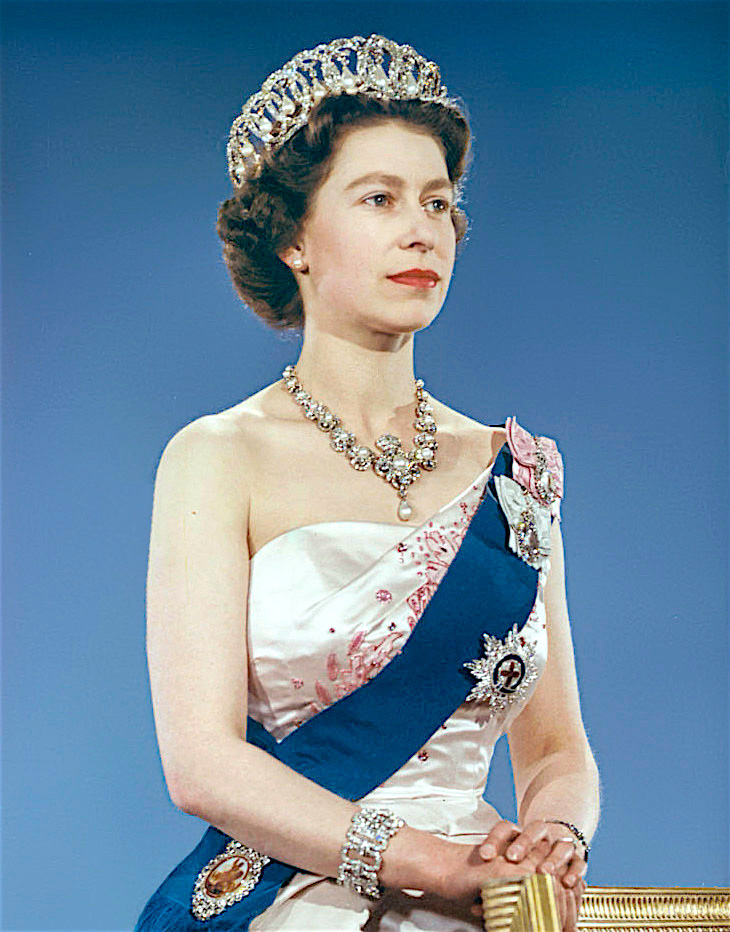
II. Erzsébet királynő 1959-es portréja. 1984 óta egy ehhez hasonló képmás szerepel a kelet-karibi dollár valamennyi bankjegyének előoldalán.

#### Az 1993-as bankjegycsalád
Az 1993-as típus bankjegyei 1993 és 2018 között kerültek kibocsátásra, összesen hét, egymástól kissé eltérő szériában (Series 2 – Series 8), előoldalukon egységesen II. Erzsébet Peter Grugeon-féle portréjával, trópusi halakkal, teknőssel, kolibrivel és az ECCB kis méretben ábrázolt székházával. A hátoldalakon a valutaközösség egy-egy tagjához köthető tájképek és nevezetességek láthatóak: 5 dolláros: Admiral's House (Antigua és Barbuda) és a Trafalgár-vízesés (Dominika),10 dolláros: Admirality Bay öböl (Saint Vincent és a Grenadine-szigetek) és a The Warspite vitorlás (Anguilla), 20 dolláros: Government House (Montserrat), szerecsendió (Grenada), 50 dolláros: a Brimstone Hill 1690 és 1853 között használt brit erődítményének citadellája St. Kitts szigetéről. 1973-ban Károly walesi herceg adta át a nagyközönségnek a teljesen felújított erődöt. A vár ma a Brimstone Hill Fortress National Park része, melyet II. Erzsébet királynő 1985-ben nyitott meg, jobbra pedig a Les Pitons vulkanikus eredetű hegység St. Luciáról, pontosabban annak két csúcsa, a 771 méter magas Gros Piton (Nagy Piton) és a 743 méteres Petit Piton (Kis Piton) látható. Mind Brimstone Hill erődje, mind a Les Piton a világörökség részei (UNESCO World Heritage Site). A 100 dolláros:  Sir Arthur Lewis (1915-1991) Nobel-díjas közgazdász és az Eastern Caribbean Central Bank székháza (Saint Vincent szigetén). Az 1993-as szériától egészen a 2004-as szériáig bezáróan a sorozatszám utolsó helyén álló betűvel (suffix letter) és függőleges vonalkóddal (barcode) jelölték, hogy az egyes bankjegyeket mely tagállam számára bocsátották ki: Antigua: A betű és III I kód, Dominika: D betű és II  I kód, Grenada:  G betű és I   I kód, Saint Kitts és Nevis: K és I  II kód, Saint Lucia L betű és I I I kód, Montserrat: M betű és I III kód, Anguilla: U betű és IIIII kód, Saint Vincent és a Grenadine-szigetek:  V betű és II II kód. 1993 és 2018 között mindössze egyetlenegy aláírás változatuk létezett: Sir K. Dwight Venner (1946-2016), az ECCB kormányzójáé (1989-2015). A bankjegycsalád valamennyi szériáját a brit Thomas de la Rue cég nyomtatta.

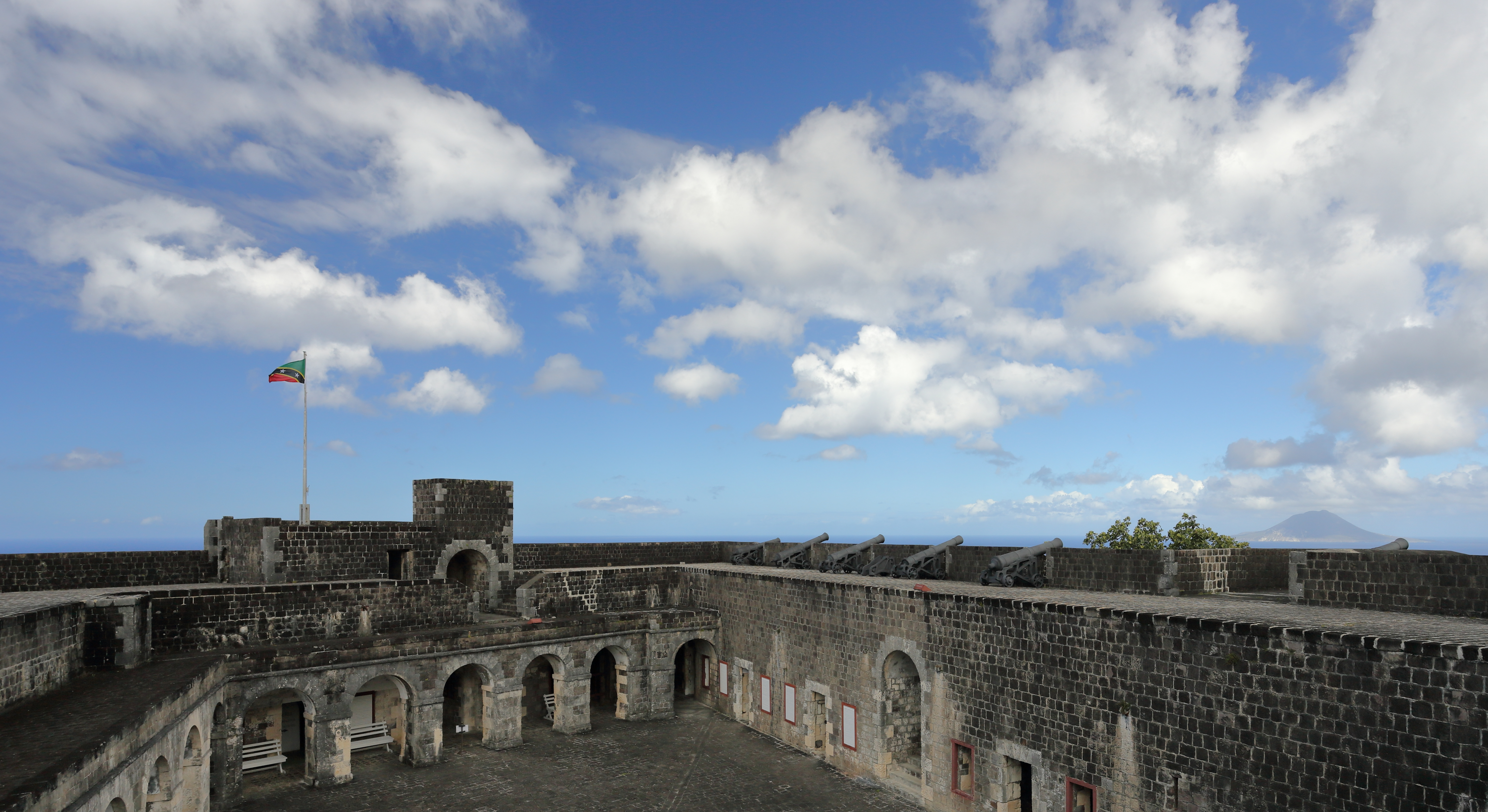
A Saint Kitts-i Brimstone Hill erőd Fort George citadellája látható a Les Pitons vulkán mellett az 1993 és 2018 között kibocsátott kelet-karibi 50 dolláros bankjegyek hátoldalán. A 2019-es polimer szériáén szintén ez szerepel.

##### 1993-as széria (Series 2)
Az 1993-as szériát 1993. októberétől bocsátották ki, 5, 10, 20, 50 és 100 dolláros címletekből állt. Valamennyi névérték mind a nyolc tagállam számára kibocsátásra került. A sorozat biztonsági elemei: metszetmélynyomtatás és többszínű offszet alapnyomat, rejtett kép, illeszkedő jelzés,  biztonsági szál, vízjel: II. Erzsébet profilból, UV fényben fluoreszkáló ezüstszínű elem (Silver metallic fluorescence), jobb oldalt növekvő méretű sorozatszám (novel serial number).
A szériával kapcsolatban két probléma merült fel: a számmal és betűvel kiírt értékjelzések az egyes címleteken sötét színű alapon sötét színekkel voltak ábrázolva, ami rossz fényviszonyok, vagy gyengénlátók esetében megnehezíthette az egyes névértékek megkülönböztetését. A második: a sötétkék alapszínű 10 dolláros és a sötétlila alapszínű 50 dolláros a mindennapokban nagyon könnyen összetéveszthetőnek bizonyult.

##### 1995-ös széria (Series 3)
Az 1995-ös szériában 5, 10, 20, 50 és 100 dolláros címleteket bocsátott ki, a biztonsági elemek teljesen azonosak voltak az előző, 1993-as sorozatéival. 
Az alapvető változást az jelentette, hogy számmal és betűvel feltüntetett értékjelzéseket sötét metszetmélynyomtatott helyett már világos ofszet alapnyomatra kerültek, így jól láthatóvá váltak, részben színük is változott. Az 50 dolláros pedig a korábbi sötétlila helyett, mely könnyen összetéveszthetővé tette a sötétkék 10 dollárossal, már barnás narancssárga alapszínnel került forgalomba.

##### 1998-as kibocsátású 100 dolláros
1998-ban egy biztonságtechnikai szempontból jelentősen feljavított 100 dolláros címlet került kibocsátásra, ez a jobb oldalán egy aranyszínű, fémhatású trópusi virágot ábrázoló fóliával (Gold foil device), valamint bújtatott fémszállal (Windowed Cleartext® security thread) is el lett ellátva. A valutaközösség mind a nyolc tagja számára nyomtatták a típust. A 2000-től kibocsátott hasonló 100 dollárostól három fő szempontból tért el, 1.) az előoldalon az ECCB székházának melléképülete még szerepelt, ami belenyúlt a vízjelmezőbe (2000-től esztétikai okokból a melléképületet valamennyi címletről eltávolított), 2.) II. Erzsébet portréja a vízjelben még profilból látható, 3.) a hátoldalon nincsenek aranyszínű irizáló festékkel (golden iridescent image) nyomtatott trópusi halak.

##### 2000-es széria (Series 4)
A 2000-es szériában 5, 10, 20, 50 és 100 dolláros címlet került kibocsátásra. Új biztonsági elemekként más vízjellel – II. Erzsébet frontális portréja a korábbi profil helyett, electrotype típusú ECCB felirattal kiegészítve – 1.2 mm-es bújtatott fémszállal (Windowed Cleartext® security thread), címletenként eltérő aranyszínű fóliával (Gold foil device), mely az 5 és a 10 dollároson eltérő halat, a 20 dollároson pillangót, az 50 és a 100 dollárosokon pedig különböző virágot ábrázolt rendelkeztek. További változást jelentett, hogy az  előoldalakon az ECCB székházának korábban a vízjelmezőbe benyúló melléképületét esztétikai okokból eltávolították. A hátoldalukon több változás is megfigyelhető: 1.) aranyszínű irizáló festékkel (golden iridescent image) nyomtatott trópusi halak képeivel is ellátták őket, 2.) az 5, 10, 20 és 50 dolláros tájképei jóval színesebbek lettek az 1993 és 1995-ös kibocsátásokénál, 3.) az 1995-ös szériához képest kisebb méretűek az értékjelzések, 4.) végül a bal oldali függőleges díszítőelemet elhagyták.

##### 2004-es széria (Series 5)
A 2004-es szériában 5, 10, 20, 50 és 100 dolláros címletek kerültek forgalomba. A biztonsági elemek változást az új, 2 mm vastag bújtatott, demetalizált fémszál (Windowed Facet® security thread), reflektált UV-fényben fluoreszkáló ECCB felirat és értékjelzés, a jobb sarokban ezüstszínű, tagolt, fóliás biztonsági elem  (Silver intaglio over foil) bevezetése jelentette a korábbi egyszerűbb, aranyszínű helyett, mely az 5 dolláros esetében halat, a 10 dollároson eltérő halat, a 20 dolláros esetében pillangót, az 50 dollárosnál virágot, a 100 dolláros esetében pedig másféle virágot, valamint az ECCB feliratot és a címlet értékjelzését ábrázolta. A 100 dolláros hátoldalán a bal felső értékjelzés világoskék színűre változott.

##### 2008-as széria (Series 6)
A 2008-as szériában 5, 10, 20, 50 és 100 dolláros címlet került kibocsátásra, 2008. április 1. napjától kerültek forgalomba. A valutaközösség egyes tagállamaira utaló, a sorozatszám végén szereplő betűjelzést (Suffix letter) és a vonalkódot (barcode) elhagyták. Az új típusú sorozatszám két betűből és hét számjegyből állt. A biztonsági elemek teljesen változatlanok maradtak a 2004-es szériához képest, ugyanakkor eltérés, hogy az egyes címletek bal alsó sarkában egységesen szereplő három trópusi hal erősebb színekkel lett nyomtatva. Mivel a 2012-es és 2015-ös szériák nem tartalmaztak 5 dolláros címletet, így a 2008-as típusú 5 dollárost bocsátották ki 2018-ig.

##### 2012-es széria (Series 7)
A 2012-es széria 10, 20, 50 és 100 dolláros címletekből állt, tehát 5 dolláros nem került benne kibocsátásra. Az egyetlen eltérést a 2008-as sorozathoz képest az jelentette, hogy a címletek tapintható, krikett tematikájú vakjellel lettek ellátva, a biztonsági elemek változatlanok maradtak, megegyeztek a 2004-es és 2008-as szériákéval. A 10, 20 és 50 dolláros 2012-ben, a 100-as címlet csak 2013-ban került forgalomba.

##### 2015-ös széria (Series 8)
A hivatalosan 2015-ös, de csak 2016-tól forgalomba került széria 10, 20, 50, és 100 dolláros címleteket tartalmaz, tehát 5 dolláros nem került benne kibocsátásra. A korábbi, 2012-es szériához képest az újdonságot a 3 mm vastag, fekete színhatású, számítástechnikai eszközökkel beolvasható bújtatott fémszál (StarChrome® Machine Readable Thread) bevezetése jelentette.

#### 2019-es polimer sorozat (Series 9)

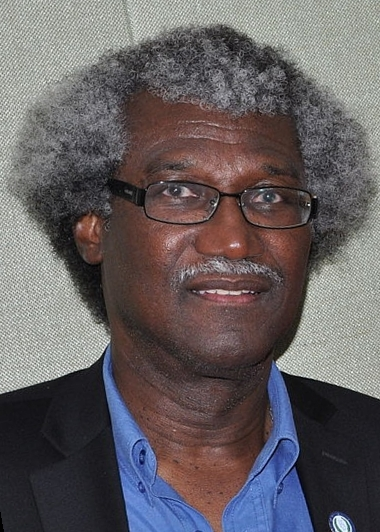
A néhai Sir Kenneth Dwight Vincent Venner (1946-2016) a Kelet-karibi Központi Bank (ECCB) volt kormányzója (1989-2015).

2018. szeptember 5-én az Eastern Caribbean Central Bank bejelentette, hogy új, 5, 10, 20, 50 és 100 dollárosból álló polimer anyagú címletsort bocsát ki 2019-től kezdődően. A sorozatot a De La Rue cég gyártja.
Az 5, 10 és 20 dolláros alapszíne változatlan, zöld, kék, illetve lila, azonban az 50 dolláros narancssárga helyett barna színű lesz.
Újdonság, hogy az új sorozat az eddigi horizontális helyett vertikális tájolású, fő motívumként megmaradt az előoldalakon II. Erzsébet 1985 óta folyamatosan használt fiatalkori, Peter Grugeon-féle portréja, a hátoldalakon továbbra is a valutaközösség tagjainak egy-egy jellegzetes épülete, természeti képződménye, jellegzetessége látható, az 50 dolláros hátoldalán helyet kapott még K. Dwight Venner (1946-2016) portréja, aki 1989 és 2015 között rekord ideig volt az Eastern Caribbean Central Bank kormányzója. A 100 dolláros hátoldalán továbbra is Sir William Arthur Lewis (1915-1991) képmása szerepel majd.
2019 június 3-án bocsátották ki az új bankjegysorozat első tagját, az 50 dolláros bankjegyet.
2019 szeptemberében forgalomba került az új polimer 20 és 100 dolláros címlet is.
| névérték  | méret | szín  | leírás                | leírás                                        | dátumok         | dátumok     |
| névérték  | méret | szín  | előlap                | hátlap                                        | kibocsátás      | visszavonás |
| --------- | ----- | ----- | --------------------- | --------------------------------------------- | --------------- | ----------- |
| 50 dollár |       | barna | II. Erzsébet királynő | Sir K. Dwight Venner és a Brimstone Hill erőd | 2019. június 3. | forgalomban |

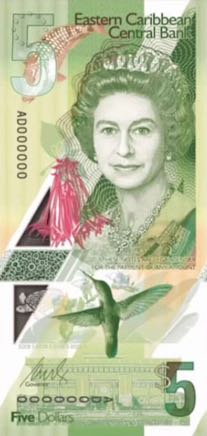
Kelet-karibi 5 dolláros bankjegy előoldala a 2019-es polimer sorozatból.
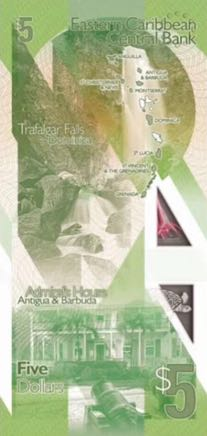
Kelet-karibi 5 dolláros bankjegy hátoldala a 2019-es polimer sorozatból.
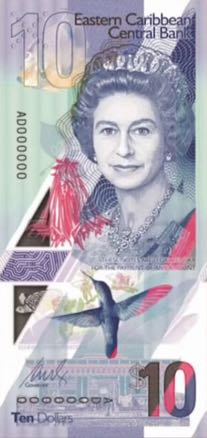
Kelet-karibi 10 dolláros bankjegy előoldala a 2019-es polimer sorozatból.
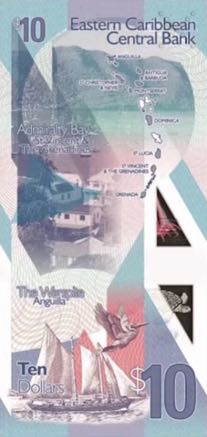
Kelet-karibi 10 dolláros bankjegy hátoldala a 2019-es polimer sorozatból.
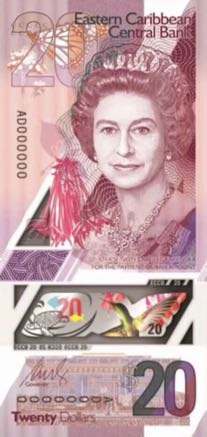
Kelet-karibi 20 dolláros bankjegy előoldala a 2019-es polimer sorozatból.
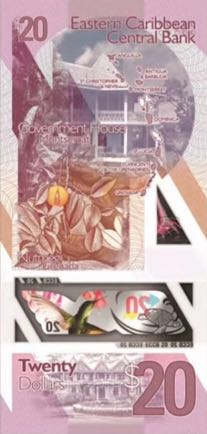
Kelet-karibi 20 dolláros bankjegy hátoldala a 2019-es polimer sorozatból.
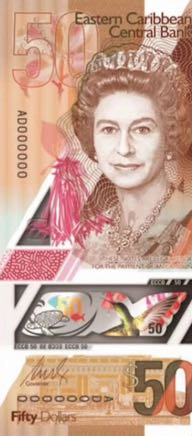
Kelet-karibi 50 dolláros bankjegy előoldala a 2019-es polimer sorozatból.
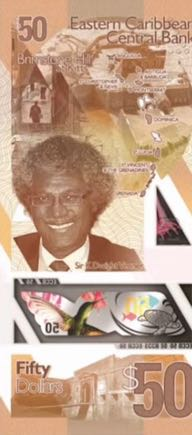
Kelet-karibi 50 dolláros bankjegy hátoldala a 2019-es polimer sorozatból.
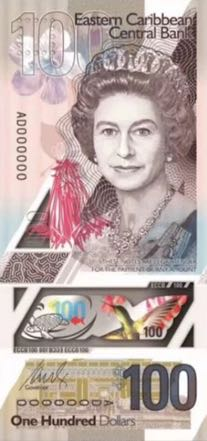
Kelet-karibi 100 dolláros bankjegy előoldala a 2019-es polimer sorozatból.
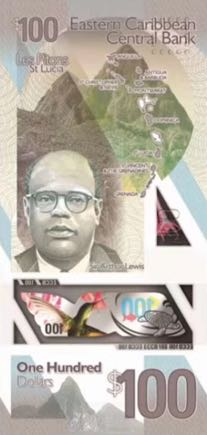
Kelet-karibi 100 dolláros bankjegy hátoldala a 2019-es polimer sorozatból.